# Joan Armangué i Ribas
Joan Armangué i Ribas (Figueres, 1953) és un economista i polític català, autor de diversos llibres i publicacions.

## Biografia
Fill de Vicenç Armangué Salleras i Rosa Ribas Gebrat, és el gran de dos germans. Està casat amb Maria Àngels Vila. El matrimoni té dos fills.
Va estudiar batxillerat a l'Institut Ramon Muntaner i es va llicenciar en Ciències econòmiques i empresarials per la Universitat Autònoma de Barcelona. Armangué va treballar molts anys en una entitat bancària i, paral·lelament, es va començar a implicar en política, sent militant al PSC. Va ser cap de llista per a la capital altempordanesa i tot i que els primers intents no foren satisfactoris, Armangué va ser elegit alcalde de Figueres el 1995, càrrec que exercí fins al 2007, essent substituït per Santi Vila. Abans havia estat diputat provincial, conseller comarcal i regidor de l'ajuntament de Figueres per PSC, des de 1983. En total 24 anys a l'Ajuntament de Figueres. Un rècord que abans havia ostentat l'alcalde republicà federal Martí Carreras Rebujent, amb vint anys, aproximadament.
Durant el seu mandat va donar un impuls a l'àrea de cultura, mitjançant la celebració d'homenatges a figuerencs il·lustres i potenciant l'àrea de publicacions. Urbanísticament parlant, les principals actuacions van ser la reforma de la Rambla de Figueres, el Parc-Bosc Municipal i l'arribada de l'estació d'alta velocitat Figueres-Vilafant.
Armangué ha format part del consell executiu de la Federació de Municipis de Catalunya, on presidí la comissió de Salut, Consum, Comerç i Turisme, ha estat president de la Fundació Salut Empordà i de la Fundació Clerch i Nicolau, ha estat vicepresident del Consorci Hospitalari de Catalunya i vicepresident primer de la Fundació Gala-Salvador Dalí i fou membre fundador de la Fundació Ernest Lluch.
Actualment és delegat de la Fundació Catalunya Europa a l'Empordà i voluntari de la Creu Roja en un projecte de microcrèdits. Dirigeix les Jornades L'Empordà, el paisatge com a actiu econòmic i el programa Diàlegs sobre l'Empordà, que s'emet a Empordà TV i Televisió Costa Brava, respectivament.
L'any 2015 presenta el llibre Gent de l'Empordà publicat per Viena Edicions, amb pròleg de Vicenç Pagès Jordà, un recull de 27 articles publicats al Setmanari de l'Alt Empordà dedicats 40 empordanesos il·lustres i singulars històricament com Abdó Terrades, Pep Ventura, Joan Arderius, Marià Pujulà, Josep Puig Pujades, Joaquim Xirau, Josep Pla, Carles Fages de Climent, Alexandre Deulofeu, Salvador Dalí, Antoni Pichot i la seva nissaga, Met Miravitlles, Ramon Canet, Ramon Reig, Marià Baig, Evarist Vallès, Ernest Fortiana, Maria Verdaguer, Ramon Guardiola, Josep Pallach, Emili Pallach, Montserrat Vayreda, Carme Guasch, Maria Àngels Anglada, Eduard Bartolí, Ernest Lluch, Fabià Estapé, Ramon Boixados, Pere Portabella, Pasqual Maragall, Ferran Adrià, Albert Gurt, Joel González i Narcís Monturiol entre d'altres.
Publica, el 2016, a Brau Edicions, el llibre La Caixa de l'Empordà per a la Vellesa i d'Estalvis: 100 anys de "la Caixa" a Figueres, que és l'oncè que sobre temàtica figuerenca i empordanesa.

## Obra
- Reactivar Figueres. Economia i Ciutat (1993)
- L'economia del Port de la Selva (1995)
- Figueres, ciutat oberta (2003)
- Fem Empordà. Economia i territori (2008)
- Ernest Lluch i l'economia de l'Empordà (2010)
- Una idea de l'Empordà dins l'espai català transfronterer (edició digital, 2010 i edició impresa, 2011)
- La pesca dins l'economia del Port de la Selva (2011)
- Figueres en positiu. Pensaments i reflexions del dia de demà (2012)
- Compromís amb Figueres. Un cant a la vida de Josep Casero i Maria Rosa Ymbert (2013)
- Gent de l'Empordà (2014)
- La Caixa de l'Empordà per a la Vellesa i d'Estalvis: 100 anys de "La Caixa" a Figueres (2016)
- Cambra Agrícola de l'Empordà: arquitectura, economia, societat (2016)[11]
- Rafael Ramis (1880-1936) catalanista, republicà. socialista i maçó (2018)[12]
- Històries d'alcalde (Figueres, 1995-2007) (2021)[13]
- Com a curador del llibre: La Joventut de la revolució de Josep Pallach (2021)[14]